# USS Gonzalez (DDG-66)
USS Gonzales ime je američkog razarača klase Arleigh Burke koji je bio stavljen u službu 12. listopada 1996., i matična luka je Norfork. Razarač USS Gonzales sudjelovao je u NATOvom napadu na Srbiju 1999. s krstarećim raketama Tomahawk. Brod je dobio ime po poručniku Alfredo Cantu Gonzalezu, koji je bio odlikovan Medal of Honor (medaljom časti) u Vijetnamskom ratu.